# Великомочульська сільська рада
| Великомочульська сільська рада — колишній орган місцевого самоврядування у Теплицькому районі Вінницької області з адміністративним центром у с. Велика Мочулка. Сільській раді були підпорядковані населені пункти: - с. Велика Мочулка - с. Панчишине - с. Шевченка |

## Склад ради
Рада складалася з 16 депутатів та голови.

## Керівний склад сільської ради
| ПІБ                          | Основні відомості                                                                           | Дата обрання | Дата звільнення |
| ---------------------------- | ------------------------------------------------------------------------------------------- | ------------ | --------------- |
| Гаврилюк Світлана Олексіївна | Сільський голова, 1965 року народження, освіта, позапартійна                                | 26.03.2006   | 31.10.2010      |
| Гаврилюк Світлана Олексіївна | Сільський голова, 1965 року народження, освіта вища, Всеукраїнське об'єднання «Батьківщина» | 31.10.2010   |                 |

Примітка: таблиця складена за даними джерела